# Studenec (ort i Tjeckien, Liberec)
Studenec är en ort i Tjeckien.   Den ligger i regionen Liberec, i den norra delen av landet, 90 km nordost om huvudstaden Prag. Studenec ligger 535 meter över havet och antalet invånare är 1 734.
Terrängen runt Studenec är huvudsakligen platt, men norrut är den kuperad. Studenec ligger uppe på en höjd.Runt Studenec är det ganska tätbefolkat, med 100 invånare per kvadratkilometer. Närmaste större samhälle är Jilemnice, 6,9 km norr om Studenec. Omgivningarna runt Studenec är en mosaik av jordbruksmark och naturlig växtlighet.